# Gonomyia citribasis
Gonomyia citribasis är en tvåvingeart som beskrevs av Alexander 1948. Gonomyia citribasis ingår i släktet Gonomyia och familjen småharkrankar. Inga underarter finns listade i Catalogue of Life.